# Aminta (figlio di Nicolao)
Aminta (in greco antico: Ἀμύντας?, Amýntas; fl. IV secolo a.C.) è stato un militare macedone antico.
Figlio di Nicolao, e probabilmente fratello di Pantauco, era dunque originario di Aloro. Fu un generale macedone e satrapo di Battria.